# 6 Batalion Dowodzenia Sił Powietrznych
6 Batalion Dowodzenia Sił Powietrznych (6 bdow SP) – oddział Wojsk Łączności Sił Powietrznych stacjonujący w Śremie.

## Historia i powstanie
Jednostka została sformowana 1 lipca 2007 w wyniku przeformowania 6 Pułku Dowodzenia Sił Powietrznych w batalion, który od 1 lipca 2007 do 26 czerwca 2008 podporządkowany był Dowództwu Sił Powietrznych, a od 26 czerwca 2008 podlega bezpośrednio pod Centrum Wsparcia Teleinformatycznego Sił Powietrznych. Do zadań batalionu należało zabezpieczenie i rozwinięcie Stanowiska Dowodzenia Dowództwa Sił Powietrznych oraz zapewnienie sprawnej łączności pomiędzy jednostkami Sił Powietrznych.
23 grudnia 2013 roku Batalion został podporządkowany dowódcy 9 Brygady Wsparcia Dowodzenia Dowództwa Generalnego Rodzajów Sił Zbrojnych w Białobrzegach.

## Tradycje batalionu
Decyzją nr 619/MON z 27 grudnia 2007 roku batalion dziedziczy i kultywuje tradycje następujących jednostek:
- 6 samodzielny pułk łączności lotnictwa WP (1944-1946)
- 5 samodzielny batalion łączności lotnictwa WP (1946-1947)
- batalion łączności Wojsk Lotniczych (1947-1951)
- 37 pułk łączności Wojsk Lotniczych (1951-1967)
- 6 pułk łączności Lotnictwa Operacyjnego (1967-1973)
- 6 Pomorski pułk łączności (1973-1990)
- pułk łączności (1990-1998)
- Brygada Dowodzenia WLOP (1998-2002)
- 6 pułk dowodzenia Sił Powietrznych (2003-2007)

Tą samą decyzją ustalono święto jednostki na dzień 26 maja.
Decyzją nr 193/MON Ministra Obrony Narodowej z dnia 3 lipca 2013 roku wprowadzono wzór oznaki rozpoznawczej.
Decyzją nr 108/MON Ministra Obrony Narodowej z dnia 2 kwietnia 2015 roku wprowadzono odznakę pamiątkową.

## Insygnia

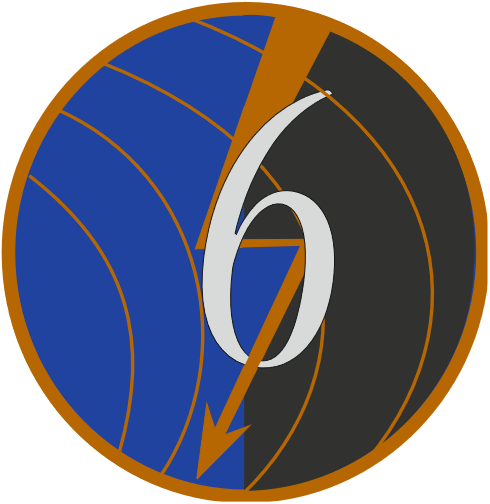
Oznaka rozpoznawcza na mundur wyjściowy
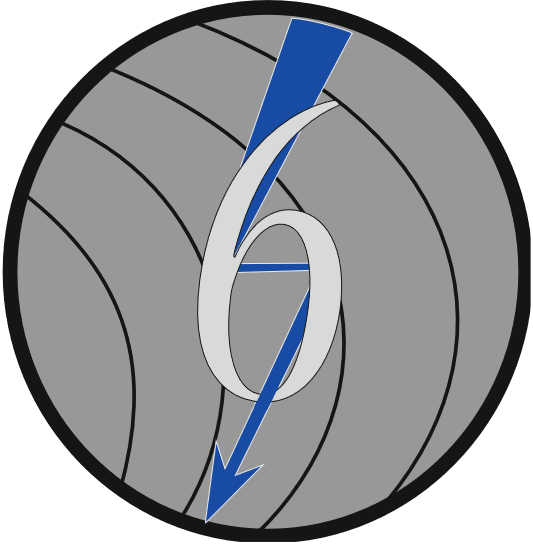
Oznaka rozpoznawcza na mundur polowy

## Dowódcy
- ppłk dypl. inż. Andrzej Giczela (1 lipca 2007 – 31 marca 2010)
- mjr Zbigniew Roszak (cz.p.o. 1 kwietnia – 8 września 2010)
- ppłk mgr inż. Sławomir Majewski (8 września 2010 – 4 października 2011)
- ppłk mgr inż. Zbigniew Roszak (od 4 października 2011–2020).
- ppłk mgr inż. Daniel Dąbek od 2020[5]